# Polly Ann Young
Polly Ann Young (Denver, 25 ottobre 1908 – Los Angeles, 21 gennaio 1997) è stata un'attrice statunitense.

## Biografia
Sorellastra di Georgiana Young, la moglie di Ricardo Montalbán, iniziò a recitare come attrice bambina a nove anni assieme alle altre due sorelle, Sally Blane e Loretta Young, e al fratello John R. Young nel film Sirens of the Sea (1917). 
La sua carriera di attrice fu più modesta di quella delle sue sorelle. Girò trentacinque film, tra cui anche L'invincibile dello Utah, un western del 1934 in cui ebbe come partner John Wayne. Il suo ultimo film, Invisible Ghost, risale al 1941, un horror a basso costo con Bela Lugosi.
Sposata nel 1935 con Carter Hermann, usò anche il nome di Polly Ann Hermann. Dal matrimonio nacquero quattro figli. Hermann morì negli anni settanta. Polly Ann morì nel 1997, all'età di ottantotto anni a causa di un cancro, come le sue sorelle.

## Filmografia parziale
- Sirens of the Sea, regia di Allen Holubar (1917)
- La maschera del diavolo (The Mask of the Devil), regia di Victor Sjöström (1928)
- Il processo Bellamy (Bellamy Trial), regia di Monta Bell (1929)
- Tanned Legs, regia di Marshall Neilan (1929)
- Amore bendato (Children of Pleasure), regia di Harry Beaumont (1930)
- Ragazze che sognano (Our Blushing Brides), regia di Harry Beaumont (1930)
- Up for Murder, regia di Monta Bell (1931)
- Il dottor Miracolo (Murders in the Rogue Morgue), regia di Robert Florey (1932)
- L'invincibile dello Utah (The Man from Utah), regia di Robert N. Bradbury (1934)
- Pattuglia di frontiera (The Border Patrolman), regia di David Howard (1936)
- La sposa di Boston (The Story of Alexander Graham Bell), regia di Irving Cummings (1939)
- Uomini e lupi (Wolf Call), regia di George Waggner (1939)
- L'errore del dio Chang (Turnabout), regia di Hal Roach (1940)
- Murder on the Yukon, regia di Louis J. Gasnier (1940)
- Preferisco il manicomio (Road Show), regia di Hal Roach (1941)
- Invisible Ghost, regia di Joseph H. Lewis (1941)